# Troisième circonscription de la préfecture de Shizuoka
La troisième circonscription de la préfecture de Shizuoka (静岡県第3区, Shizuoka-ken dai-san-ku) est l'une des huit circonscriptions législatives que compte la préfecture de Shizuoka au Japon.

## Description géographique
Entre 1994 et 2013, la troisième circonscription de la préfecture de Shizuoka regroupait les villes d'Iwata, Kakegawa et Fukuroi, les districts d'Ogasa (ja) et Shūchi et une partie du district d'Iwata (ja) comprenant les bourgs d'Asaba (ja), Fukude (ja), Ryūyō (ja) et Toyoda (ja) et le village de Toyooka (ja).
Entre 2013 et 2022, elle réunissait les villes d'Iwata, Kakegawa, Fukuroi et Kikugawa, une partie de la ville d'Omaezaki, une partie de l'arrondissement de Tenryū de la ville de Hamamatsu et le district de Shūchi.
Depuis 2022, elle regroupe les villes d'Iwata, Kakegawa, Fukuroi, Omaezaki et Kikugawa et le district de Shūchi,.

## Députés
| Législature | Début de mandat | Fin de mandat | Député élu             | Parti politique | Parti politique |
| ----------- | --------------- | ------------- | ---------------------- | --------------- | --------------- |
| 41e         | 1996            | 2000          | Hakuo Yanagisawa (ja)  |                 | PLD             |
| 42e         | 2000            | 2003          | Hakuo Yanagisawa (ja)  |                 | PLD             |
| 43e         | 2003            | 2005          | Hakuo Yanagisawa (ja)  |                 | PLD             |
| 44e         | 2005            | 2009          | Hakuo Yanagisawa (ja)  |                 | PLD             |
| 45e         | 2009            | 2012          | Nobuhiro Koyama (ja)   |                 | PDJ             |
| 46e         | 2012            | 2014          | Hiroyuki Miyazawa (ja) |                 | PLD             |
| 47e         | 2014            | 2017          | Hiroyuki Miyazawa (ja) |                 | PLD             |
| 48e         | 2017            | 2021          | Hiroyuki Miyazawa (ja) |                 | PLD             |
| 49e         | 2021            | 2024          | Nobuhiro Koyama        |                 | PDC             |
| 50e         | 2024            | -             | Nobuhiro Koyama        |                 | PDC             |